# Chaise de poste

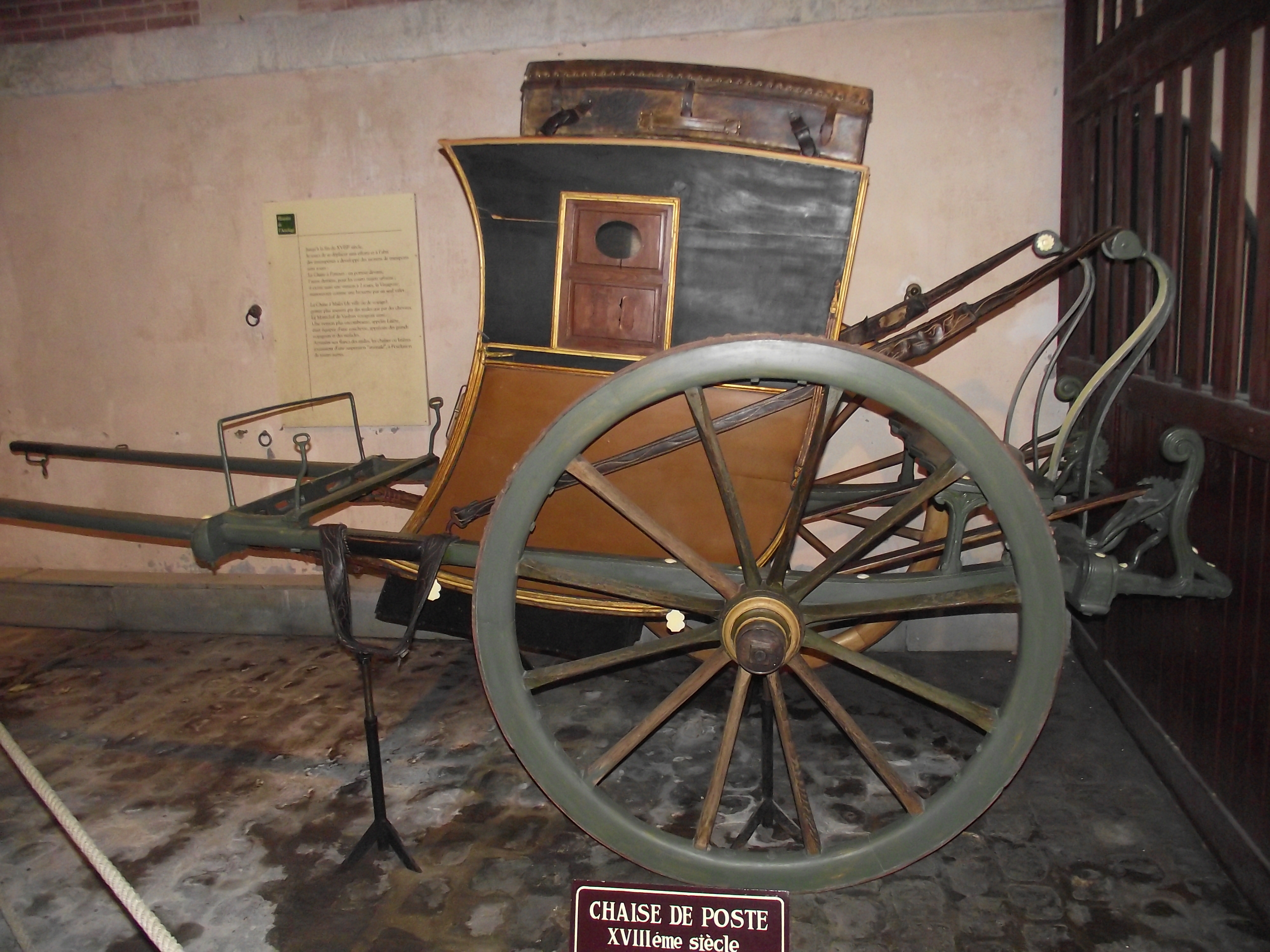
Chaise de poste à cul de singe

La chaise de poste est une voiture hippomobile, apparue vers 1664 sous le ministère de Colbert et inventée par un sieur de la Gruyère. Elle vient de la chaise destinée à transporter une personne seule, elle-même venant de la chaise à porteurs. C'est un véhicule léger, à deux roues : une chaise roulante pour une personne, tirée par un cheval. Sa légèreté est un atout essentiel pour le rôle qu'on lui attribue, celui de courir la poste, c'est-à-dire voyager rapidement avec des chevaux de poste.
La chaise de poste a une caisse qui descend très bas entre les brancards, ce qui a pour effet d'interdire les portières de côté. On entre dans la chaise par l'avant, où se trouve soit une portière, soit une pièce de cuir nommée soufflet. Un portemanteau, ou magasin, est aménagé derrière le dossier pour ranger les manteaux ou les objets nécessaires au passager. La caisse est délibérément construite très étroite, de façon que le passager soit littéralement coincé entre les parois, pour lui éviter les désagréments des fortes secousses de la route. La caisse est suspendue entre les brancards, à l'avant par des soupentes en cuir réglables, et à l’arrière soit par des ressorts dits à l’écrevisse (chaise à l'écrevisse), soit par des ressorts à la Dalesme (chaise à cul de singe). On verra plus tard des chaises à deux places, et des types variés. Le poids de la voiture est en partie supporté par le cheval, et le postillon doit veiller particulièrement au bon équilibre des masses de la voiture.
La chaise est tirée par un cheval placé entre les brancards, et menée par un postillon monté sur un deuxième cheval, le porteur, attelé à la gauche du premier et tirant par un palonnier. Un troisième cheval, le bricolier, pouvait être attelé du côté droit, lui aussi à un palonnier. Les courriers royaux, ou les passagers de classe supérieure (nobles, officiers, négociants), en particulier, étaient souvent précédés par un courrier qui préparait les relais.
Les chaises de poste anglaises étaient de loin les plus réputées pour leur élégance et leur solidité.

## Sources
Joseph Jobé, Au temps des cochers, Lausanne, Edita-Lazarus, 1976.  (ISBN 2-88001-019-5)